# Isabelle Lafaye Marziou
Pour les articles homonymes, voir Marziou.
Isabelle Lafaye Marziou, née le 9 juillet 1963 à Saint-Jean-du-Gard, est une pongiste handisport française.

## Palmarès

### Jeux paralympiques
- 2012 à Londres
  -  Médaille de bronze en simple en classe 1-2[2]

- 2008 à Pékin
  -  Médaille de bronze par équipes en classe 1-3

- 2004 à Athènes
  -  Médaille d'or en simple en classe 1-2
  -  Médaille d'or par équipes en classe 1-3

- 2000 à Sydney
  -  Médaille d'or par équipes en classe 1-3
  -  Médaille d'argent en simple en classe 1-2

- 1996 à Atlanta
  -  Médaille d'or en simple en classe 1-2

### Championnats du monde
- 2014 à Pékin
  -  Médaille de bronze en simple en classe 1-2
- 2006 à Montreux
  -  Médaille d'or en simple en classe 1-2
  -  Médaille d'argent par équipes en classe 1-3
- 2002 à Taipei
  -  Médaille d'or par équipes en classe 1-3
  -  Médaille de bronze en simple en classe 1-2
- 1998 à Paris
  -  Médaille d'or en simple en classe 1-2
  -  Médaille de bronze par équipes en classe 1-3
- 1990 à Assen
  -  Médaille d'or en simple en classe 1-2

### Championnats d'Europe
- 2019 à Helsingborg
  -  Médaille de bronze en simple en classe 1-2
- 2017 à Laško
  -  Médaille de bronze en simple en classe 1-2
- 2015 à Vejle
  -  Médaille de bronze en simple en classe 1-2
- 2013 à Lignano Sabbiadoro
  -  Médaille de bronze en simple en classe 1-2
  -  Médaille de bronze par équipes en classe 1-3
- 2011 à Split
  -  Médaille d'argent par équipes en classe 1-2
- 2009 à Gênes
  -  Médaille d'argent par équipes en classe 1-2
- 2007 à Split
  -  Médaille d'or par équipes en classe 1-3
  -  Médaille d'argent en simple en classe 1-2
- 2005 à Jesolo
  -  Médaille d'or en simple en classe 1-2
  -  Médaille d'argent par équipes en classe 1-3
- 2003 à Zagreb
  -  Médaille d'or en simple en classe 1-2
  -  Médaille d'or par équipes en classe 1-3
- 2001 à Francfort
  -  Médaille d'or en simple en classe 1-2
  -  Médaille d'or par équipes en classe 1-3
- 1997 à Francfort
  -  Médaille d'or en simple en classe 1-2
  -  Médaille d'argent par équipes en classe 1-3
- 1991 à Salou
  -  Médaille d'argent en simple en classe 1-2

## Distinctions
- Commandeur de l'Ordre national du Mérite en 2004[3]
- Officier de la Légion d'honneur en 2008[4]